# Загітов Ільназ Насіхович
Ільназ Насіхович Загітов (рос. Ильназ Насихович Загитов; 30 квітня 1976, м. Іжевськ, СРСР) — російський хокеїст, захисник.  
Виступав за «Авангард» (Омськ), «Іжсталь» (Іжевськ), «Нафтохімік» (Нижньокамськ), «Нафтовик» (Леніногорськ), «Нафтовик» (Альметьєвськ), «Сариарка» (Караганда).
У сезоні 2015/2016 очолював «Іжсталь». Під його керівництвом команда з Іжевська стала срібним призером Вищої хокейної ліги.

## Досягнення
Срібний призер ВХЛ ( «Іжсталь» , 2016)